# Prix Mainichi du meilleur film d'animation
Cet article liste les films ayant reçu le prix du meilleur film d'animation aux Prix du film Mainichi.
La cérémonie étant tôt dans l'année, en février, le prix concerne des œuvres de l'année précédente. Les dates mentionnées ici ne sont donc pas celles de la cérémonie mais celles du prix.

## Palmarès
- 1989 : Kiki la petite sorcière
- 1990 : Le Loup blanc
- 1991 : Roujin Z
- 1992 : Porco Rosso
- 1993 : Kidō keisatsu patlabor 2
- 1994 : Pompoko
- 1995 : Junkers Come Here
- 1996 : Blackjack
- 1997 : Princesse Mononoké
- 1998 : Doraemon: nobita no nankai dai bōken
- 1999 : Jin-Roh, la brigade des loups
- 2000 : Doraemon: obaa-san no omoide
- 2001 : Le Voyage de Chihiro
- 2002 : Crayon Shin-chan: arashi o yobu appare! Sengoku dai kassen
- 2003 : Tokyo Godfathers
- 2004 : La Tour au-delà des nuages
- 2005 : Fullmetal Alchemist: Conqueror of Shamballa
- 2006 : La Traversée du temps
- 2007 : Un été avec Coo
- 2008 : The Sky Crawlers
- 2009 : Summer Wars
- 2010 : Colorful
- 2011 : Hotarubi no mori e
- 2012 : Les Enfants loups, Ame et Yuki
- 2013 : Le Conte de la princesse Kaguya
- 2014 : L'Île de Giovanni
- 2015 : Miss Hokusai
- 2016 : Your Name.
- 2017 : Complex x Complex
- 2018 : Okko et les Fantômes
- 2019 : Les Enfants de la mer
- 2020 : Magical Doremi: à la recherche des Apprenties Sorcières
- 2021 : La Maison des égarées
- 2022 : Takano Intersection
- 2023 : Maboroshi

## Sources
- (en) Liste des prix selon l'IMDb. Le décalage d'un an est dû au fait que l'IMDb liste les prix selon la date de la cérémonie.
- (ja) Site officiel
- (ja) Ancienne page des prix Mainichi